# Hollywood Hills

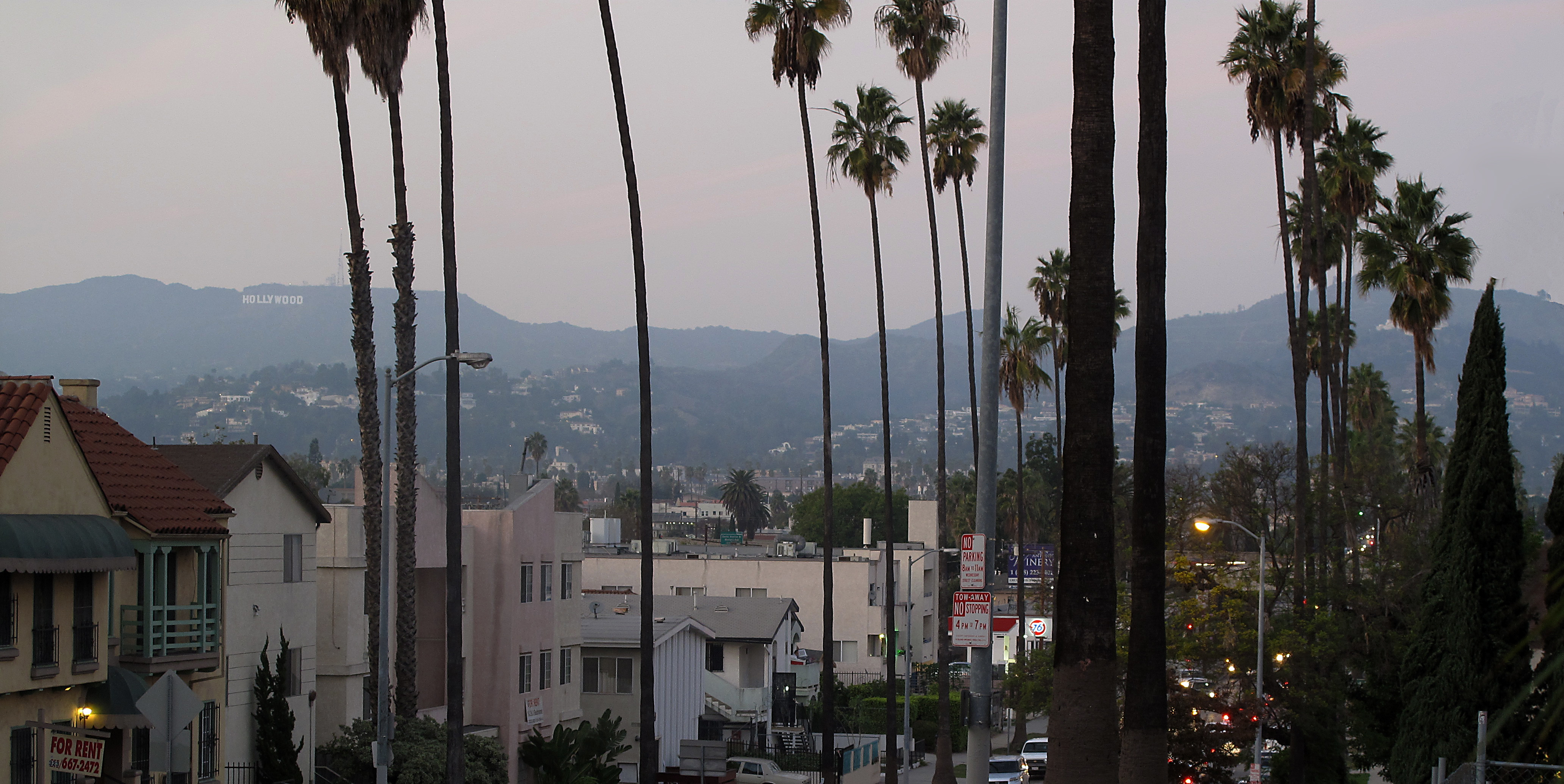
De Hollywood Hills (met links het Hollywood Sign) gezien vanaf Normandie Avenue in Los Angeles.

De Hollywood Hills zijn heuvels in Los Angeles County, Californië. Ze vormen het oostelijk deel van de lage, oost-west lopende Santa Monica Mountains. Deze keten loopt van het Los Feliz District en Hollywood tot de Pacific Coast Highway, Malibu en Pacific Palisades. De Hollywood Hills vormen de noordelijke grens van het Los Angeles Basin.
Sinds de jaren 1920 zijn de Hollywood Hills sterk verstedelijkt en volgebouwd door de snelle groei van de stad Los Angeles en de omringende agglomeratie.
De Hollywood Hills omvat de heuvelige wijken ten noorden van West Hollywood en Hollywood, maar niet de meer westelijk gelegen buurten.
Het gebied omvat Mulholland Drive, Beachwood Canyon, Laurel Canyon, Nichols Canyon en Mount Olympus en staat vol met villa's van beroemdheden, onder anderen Shaquille O'Neal, Britney Spears, Tom Green, Avril Lavigne, Anthony Kiedis, Christina Aguilera, Justin Timberlake en Paris Hilton. Acteur en scenarioschrijver Royce D. Applegate overleed in Hollywood Hills in 2003 bij een brand in zijn huis.
De Hollywood Hills zijn het meest bekend om het Hollywood Sign, dat vanuit vrijwel geheel Hollywood te zien is.